# Abbeville
Abbeville ou Abavila é uma cidade francesa com cerca de 25 988 habitantes situada no departamento do Somme, na região administrativa de Altos da França, próximo ao Canal da Mancha. Possui edifícios medievais, como a igreja gótica de St. Wulfran, estilo gótico. Foi fundada no século IX, fortificada por Carlos Magno e residência dos condes de Ponthieu. Sofreu a ocupação inglesa no século XIV e no século XV e alemã em 1940.
Encontra-se a noroeste de Amiens. Esta cidade foi habitada como aldeia e refúgio desde o Quaternário, e depois na época romana. A revogação do Édito de Nantes deu-lhe um golpe de que se não levantou. Abbeville é pátria dos poetas Charles Hubert Millevoye e Pougerville, do geógrafo Nicolas Sanson e do almirante Amédée Courbet, entre outros. 
Deu-se falsamente o nome de tratado de Abbeville ao tratado de Paris concluído em 4 de Dezembro de 1259 entre o rei Luís IX de França e Henrique III de Inglaterra.